# 喜多ゆかり
喜多 ゆかり（きた ゆかり、1981年4月28日 - ）は、朝日放送テレビ（ABCテレビ）東京オフィスのPR部に勤務する社員で、同局の元・アナウンサー。

## 人物・経歴
10歳の時に『大江戸捜査網』（テレビ東京）へ出演するなど、幼少期には子役として活動していた。
日本大学豊山女子高等学校から日本大学芸術学部放送学科へ進学。学生時代には、『深夜の馬鹿力』（TBSラジオ）を録音したうえで、通学中に聴いていたという。その一方で、大学時代には、『M-1グランプリ』に「いか天ピーナッツ」のコンビ名で出場。最高で3回戦まで進出した。
『M-1グランプリ』を主催する朝日放送テレビへ、旧法人（ラジオとの兼営局だった朝日放送）時代の2004年にアナウンサーとして入社。入社2年目の2005年4月から、『おはよう朝日です』（平日早朝にテレビで放送中の情報番組）のアシスタント（サブキャスター）を、11年半に亘って担当してきた。担当期間中には一時、『たけしの健康エンターテインメント!みんなの家庭の医学』 にも、初代アシスタントとして出演。『M-1グランプリ』にも、テレビ中継のリポーターや、ラジオでの連動番組の進行役として携わった。ラジオ番組では、笑福亭鶴光、桂文三、トミーズなどのパートナーを務めたほか、演芸番組の『満員御礼!福島一丁目劇場』では、文三と共にパーソナリティを担当した。
地上デジタル放送推進大使「TEAM2011」には、結成当初から参加すると、活動を終了するまでほとんどの活動に関わっていた。2010年2月には、朝日放送の女性アナウンサーでは初めて、テレビ版の美人時計『bijin-tokei×ABC』に出演。翌3月分の『bijin-tokei×ABC』に、乾麻梨子、八塚彩美と共に登場している。
『おはよう朝日です』では、2011年2月4日放送分で朝日放送の局員との結婚、2016年7月1日放送分で妊娠5ヶ月であることを発表。2016年9月30日（金曜日）放送分で卒業すると、翌10月1日から産前産後休暇を取得した後に、同年の12月第2週に第1子（女児）を出産した。
朝日放送では、テレビ・ラジオとも、喜多の休暇前に収録したナレーション・CMの一部を休暇後も放送。喜多自身は、2018年3月から、アナウンサーとして職場に復帰した。同年4月改編からは、『ドッキリ!ハッキリ!三代澤康司です』（『ドキハキ』）の金曜パートナーを中心に、朝日放送ラジオの番組へのレギュラー出演を再開。朝日放送テレビのアナウンスセンターでデスク（勤務管理）業務に就くかたわら、2018年度は、年に2回（6月と12月）設定される「ABCラジオ スペシャルウィーク」のキャンペーンキャラクターを務めていた。
2019年4月改編からは、西森洋一（モンスターエンジン）とのコンビで、『喜多・西森のゆかいな金曜日!』（自身が出演していた『ドキハキ』の金曜枠を引き継ぐ冠番組）のパーソナリティを担当。また、『キャスト』の月曜日16時台に新設される「喜多ゆかりに おまかせください!」という冠コーナーで、テレビ番組へのレギュラー出演を再開した。
その一方で、2019年6月28日には、第2子を懐妊していることを『喜多・西森のゆかいな金曜日!』のオープニングで発表した。同年10月18日放送分から休演。産前産後休暇を取得したうえで、同年の12月中旬に第二子（男児）を出産した。
実際には、夫が朝日放送テレビの東京オフィスへ異動したことに伴って、2019年1月に一家で首都圏へ移住。自身は産前産後休暇の間も本社のアナウンスセンターへ籍を置いていたが、休暇期間の満了を機に、2021年12月1日付で東京オフィスへ異動した。ただし、アナウンス職のまま2020年4月から東京オフィスへ所属していたヒロド歩美（2023年3月に退社したうえでフリーアナウンサーへ転身）と違って、異動後はPR部で広報の業務に専念している。ちなみに、2023年4月の時点では、『ひろがるスカイ!プリキュア』（東京オフィスが制作に関与している全国ネット向けのテレビアニメ）のPR業務を主に担当。その一方で、担当番組のPRを兼ねて、『ますだおかだ増田のラジオハンター!』（朝日放送ラジオ）へ月に1回のペースで出演している。

## 出演番組・作品

### 朝日放送への入社後

#### アナウンサー時代

##### テレビ
- エビ推シ〜（番宣番組、2015年9月28日 - ）
  - アニメーションで登場する「エビシー」（朝日放送のマスコットキャラクター）の声に、喜多の声を使用。
- 全国高校野球選手権大会中継
  - 新人アナウンサー時代から『おはよう朝日です』アシスタント時代の中期まで、阪神甲子園球場アルプススタンドからの生中継リポーターを務めた。1回目の産前産後休暇から復帰後の2018年に、甲子園スタジオキャスター陣の1人として再び出演。
- おはよう朝日です（2005年4月 - 2016年9月30日）アシスタント
- おはよう朝日・甲子園です（夏季高校野球甲子園大会期間中限定）
- おはようコールABC（2004年10月 - 2005年3月）
  - 2019年2月4日・5日放送分でも、メインキャスターであった斎藤真美に代わって出演。
- bijin-tokei×ABC（2010年2月・3月）
- M-1グランプリ2010敗者復活戦（2010年12月26日）リポーター
- 全国おもしろニュースグランプリ（2010年12月31日）「女子アナ部門」でグランプリ受賞。
- なるみ・岡村の過ぎるTV
  - 同僚の女性アナウンサーと交代で、進行役として出演。
- たけしの健康エンターテインメント!みんなの家庭の医学アシスタント（朝日放送制作・全国ネット番組）
  - 番組開始当初は「名医のセカンドオピニオンスペシャル」放送時のみ出演。2011年10月25日放送分から2015年3月までレギュラー出演。
- 探偵!ナイトスクープ（2018年9月7日放送分に「秘書代行」として出演）
- キャスト月曜日（「喜多ゆかりに　おまかせください!」リポーター、2019年4月1日 - 9月30日）
  - 第2子の懐妊による産前産後休暇入りに伴って、津田理帆が担当を引き継ぐとともに、「津田理帆に　おまかせください!」と改題。

以下の番組では、いずれもナレーターを担当。
- きになるオセロ
- 林ん家の台所
- ますだおかだ角パァ!（一時はアシスタントを代行）
- 藤井陣内のザ・レジェンド
- 爆笑!ふれあいコメディ こちらかきくけ公園前
- ジモイチドライブ〜地元の一番でおもてなし旅〜
- スタンダップ!（イベント関連情報の告知ナレーション）

##### テレビドラマ
- チア☆ドル（2015年） - 女医役[11]
- 必殺仕事人2015（2015年、朝日放送・テレビ朝日共同制作）- 「夫に離縁された先妻が、集団で後妻の家に殴り込みを掛ける」という冒頭のシーンに、当時『おはよう朝日です』で共演していた平日版のエレクトーン奏者の赤﨑夏実と揃って助太刀役で出演。

##### ラジオ
- ABCニュース
  - 1度目から2度目の産前産後休暇の間は、月 - 木曜の昼間を中心に担当。
- 鶴光のDJ天国（2006年10月 - 、現在は不定期で放送）
- トミーズのトントン!（2007年4月 - 2009年3月）
- 文三・ゆかりのふらちなサタデーナイト（2009年9月 - 2010年3月）
- 上沼恵美子のこころ晴天（2009年1月6日）※年末年始休暇に入っていた本来のメインパーソナリティの上沼恵美子の代理として出演。
- 満員御礼!福島一丁目劇場（2010年4月 - 2013年12月28日）
- 喜多ゆかりのちょびっと（2015年10月5日 - 10月7日）※朝日放送アナウンサー週替わり担当にリニューアルしてからの起用第1号。
- ラジオでウラ実況!?M-1グランプリ（2015年12月6日・2018年12月2日）※2015年のM-1グランプリ復活を機に始まったラジオ向けの決勝サイマル生中継番組で、2016・2017年の産前産後休暇をはさんで進行役を担当。
- ほろ酔い朝日です（2016年3月28日 - 9月26日）
  - 『おはよう朝日です』からの派生番組で、同番組平日版司会の岩本計介と交互に出演。
- ABCラジオ設立記念特別番組 ラジオは愛だ!?（2018年5月27日、19:00  - 21:00に生放送）※朝日放送の分社化（同年4月1日）に伴って朝日放送ラジオが設立されたことを記念した特別番組で、メッセンジャーあいはらと共にパーソナリティを担当[12]。
- ドッキリ!ハッキリ!三代澤康司です（2018年4月6日 - 2019年3月29日） - 金曜パートナー
  - 産前産後休暇から復帰後初めてのレギュラー番組で、桂紗綾の後任となる。レギュラーへ起用される前の2014年10月20日にも、当時月曜パートナーだった桂の代理として出演した。2019年4月改編で放送曜日を月 - 金曜日から月 - 木曜日へ短縮することに伴って、レギュラー出演を終了。
- イベント倶楽部（2018年4月8日 - 9月29日）
  - 『キャスト』のメインキャスターに就任した上田剛彦の後任として、当初は大野聡美と交互に出演。大野が報道局ニュースセンターの記者へ異動した同年6月以降は単独で担当していたが、第2子の懐妊に伴う産前産後休暇を前に、北村真平へ交代した。ちなみに上田とは、2019年4月から9月まで、『キャスト』の月曜日で共演している。
- 喜多ゆかりのリハビリ～ラジオ!（2018年度から『日曜スペシャル』枠で不定期放送）- パーソナリティ
  - 産前産後休暇から復帰後初めての冠番組で、『おはよう朝日です』のアシスタント時代に長らく共演していた七井貴行がパートナーとして出演。
- ラジオ演芸もん ※「演芸アドバイザーXさん」としてゲスト出演。
  - 2018年6月3日・6月10日放送分（共演：ロングコートダディ）
  - 2018年9月9日・9月16日放送分（共演：たくろう）
  - 2018年12月2日・12月9日放送分（共演：ジャルジャル）
- 桑原征平粋も甘いも「粋甘流☆美女と野獣NEO」[13]
  - 2018年6月「『ショッヘー警部』」：ピンク・レディー『ペッパー警部』のサビの替え歌を歌唱。
  - 2018年12月「『ジングルベル』のあり得ない歌詞とは?」：『ジングルベル』のサビの替え歌を歌唱。
- 征平・吉弥の土曜も全開!!
  - メインパーソナリティの1人である桑原征平が、2018年12月1日放送分への出演後に急性肺炎で救急搬送。翌週に自宅での静養を求められたため、同月8日放送分でパーソナリティ代理を務めた。
- 土曜朝6時 木梨の会。（TBSラジオ制作、2019年2月23日）
  - 『土曜も全開!!』で使用するABCラジオの第2スタジオから、当日の同番組本番前にTBSラジオおよびJRNの一部加盟局向けに生放送を実施した関係で、ハイヒールリンゴ、勝俣州和[14] とともにゲスト出演（ABCラジオでは非ネット）。その縁で、木梨をゲストに迎えた2020年1月10日放送分の『ゆかいな金曜日』では、出産の約1ヶ月後で産後休暇中にもかかわらず、同番組スタジオからの放送中に木梨と再び共演した。
- 喜多・西森のゆかいな金曜日! パーソナリティ（2019年4月5日 - 2020年10月2日） 
  - 『ドッキリ!ハッキリ!三代澤康司です』の金曜枠を最初に引き継いだ生ワイド番組。第2子の懐妊に伴う産前産後休暇を前に、2019年10月18日放送分から休演したため、休演中には柴田博（『おはよう朝日です』の金曜分で長らく共演していた先輩アナウンサー）がパーソナリティ代理を務めていた。
  - 休演を機に2回目の産前産後休暇へ入る予定だったが、パートナーの西森が腹腔内腫瘍の治療で2019年10月31日から一時入院していたため、翌11月1日放送分では西森の代役として、自身の代役である柴田と急遽コンビを組んだ。後に休暇へ入ると、同年12月13日放送分で、電子メールを通じて第2子の出産を報告。以降は月に1回電話で出演しているが、産後休暇中に番組の終了が決まった。

#### 映画
- 君が踊る、夏（2010年）
- 映画ドラえもん のび太と奇跡の島 〜アニマル アドベンチャー〜（2012年） - ふしぎちゃん（声の出演）
- チャーリー・モルデカイ 華麗なる名画の秘密日本語吹替え（2015年） - 女性会計

#### CM
- ABCハウジング（2012年 - 2017年、テレビ・ラジオとも朝日放送・関西ローカル限定で放送、新聞広告にも登場）
  - 基本として単独で出演。2013年10月から2014年3月までは、小寺右子と共演していた。テレビCMでは、2016年4月から、「エビシー」の着ぐるみと一緒に登場するバージョンも放送。
  - テレビCM・新聞広告については、産前産後休暇中の2017年から、『おはよう朝日です』の後任アシスタント・川添佳穂が単独で登場するバージョンに変更。ラジオでは、同年以降も、かつて同番組の司会者として喜多と共演していた浦川泰幸（いずれも朝日放送テレビの同僚アナウンサー）と声を当てたCMを放送していた。

#### 東京オフィスへの異動後

##### ラジオ
- ますだおかだ増田のラジオハンター!（2023年4月13日から月に1回のペースで13時台の「今週のハンター!」に出演）
  - 「日本一陽気なオフィスレディ」との触れ込みで、所属部署（PR部）の業務（東京オフィスで制作している番組や本社で制作する全国ネット番組のPR）を兼ねて、「ABCテレビのPRハンター」として電話で出演。アナウンサー時代に『ますだおかだ角パァ!』で共演していた増田英彦（ますだおかだ）や、かつての後輩（同局の現職アナウンサー）が務めているパートナー（本来は武田和歌子／最初の出演日のみ体調不良の武田に代わって塚本麻里衣が担当）との間で、アナウンサー時代と変わらぬクロストークを展開している。

### 朝日放送への入社前（子役時代）
- 大江戸捜査網（1990年度のレギュラー放送版、テレビ東京）
- あしたへジャンプ（1992年度、NHK教育）